# ايمانويل شو
ايمانويل شو (بالإنجليزية: Emmanuel Shaw)‏ هو سياسي ليبيري، ولد في 26 يوليو 1946.